# Sisyracera inabsconsalis
Sisyracera inabsconsalis is een vlinder uit de familie van de grasmotten (Crambidae), uit de onderfamilie van de Spilomelinae. De wetenschappelijke naam van deze soort is voor het eerst voorgesteld als Diasemia inabsconsalis door Heinrich Benno Möschler in een publicatie uit 1890.
De soort komt voor in de Verenigde Staten, Cuba, Puerto Rico, Grenada, Nicaragua en Guyana.